# 成田真央
成田 真央（なりた まお、1992年6月24日 - ）は、2000年前後に活躍した日本の子役、タレント。東京都出身。

## 経歴・人物
- 血液型はA型。身長129cm。
- 趣味、エアロビクス・バレエ
- 1998年から芸能界にデビューし、キリンプロに所属。ドラマやバラエティー、映画にCMなど幅広く活躍していた。
- 2001年度の明治生命ミュージカル『アニー』ではトゥモロー組のストリートチャイルド役として活躍。

## テレビ出演
- いつみても波瀾万丈（1999年、日本テレビ） - 再現VTR
- サタスマ（1999年、フジテレビ）
- たけしの万物創世記（1999年、テレビ朝日）
- 火曜サスペンス劇場「ぬくもり」（2000年、日本テレビ）
- 女と愛とミステリー「黄金の犬」（2001年、テレビ東京）
- おはスタ（2002年、テレビ東京） - レギュラー
- 日韓合作ドラマスペシャル 金曜エンタテイメント 「ソナギ〜雨上がりの殺意〜」（2002年、フジテレビ）
- U-15.F スキにさせて!（2003年、テレビ東京） - レギュラー
- はなまるマーケット（2004年、TBS）

## 映画
- お受験（1999年、松竹）

## CM出演
- アサヒ飲料
- ダスキン「サービスマスター年末大掃除編」
- バンダイ「ジュエルドロップ」
- P&G「エース」

## スチール
- セサミ
- 学習システム「ドラゼミ」（小学館）
- コダックフィルム

## 雑誌
- 「Pure Angel 2」ジュニアアイドル写真集（ソフトガレージ）
- 「ピュア☆ピュア」vol.3・4・19、辰巳出版）